# Race of Champions 2008

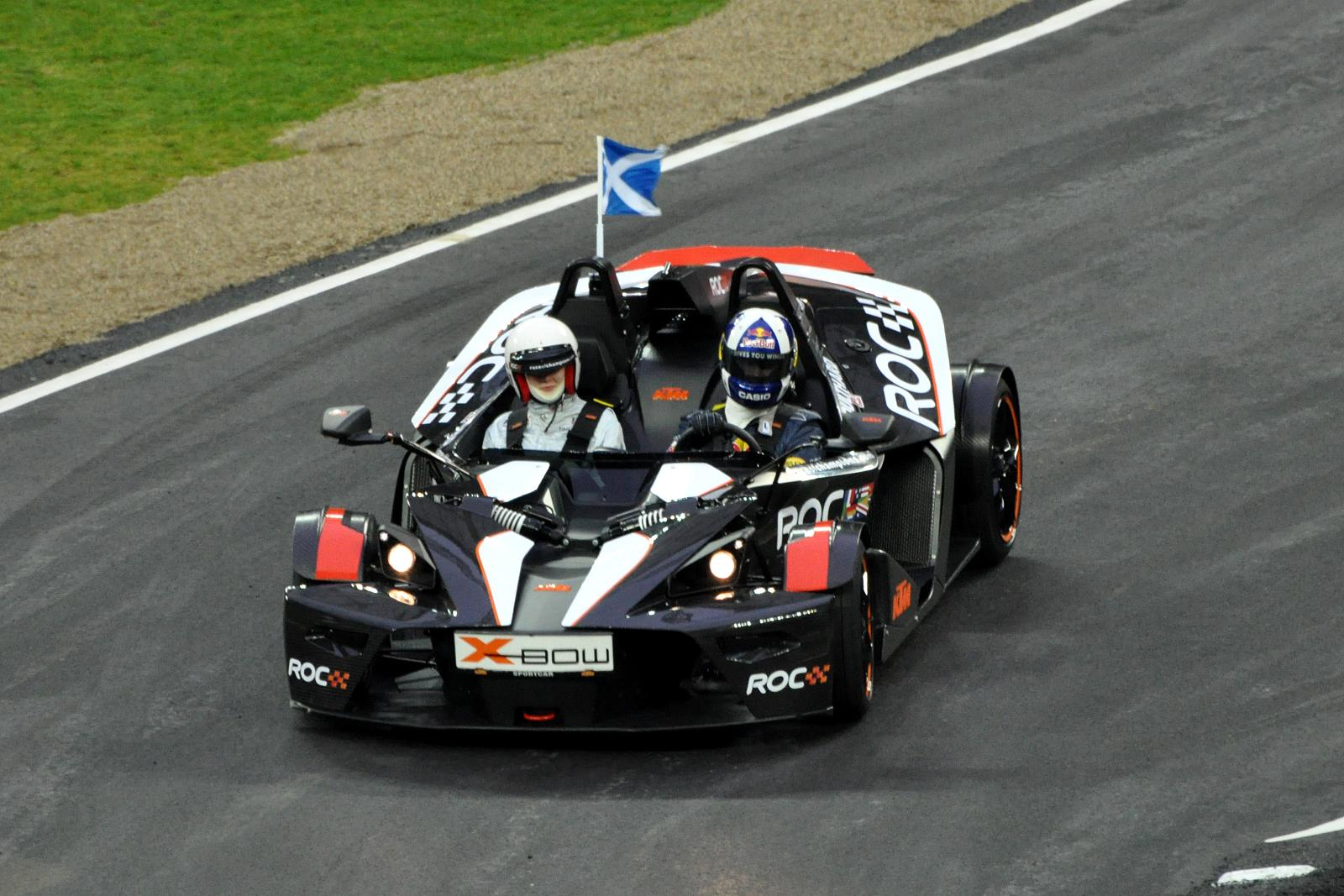
David Coulthard i KTM X-Bow

Race of Champions 2008 kördes i London 14 december 2008.
- Plats: Wembley Stadium
- Datum: 14 december 2008
- Segrare:  Sébastien Loeb
- Segrare Nations Cup:  Team Germany

## Deltagare
| Team                         | Förare                               |
| ---------------------------- | ------------------------------------ |
| Team Germany                 | Michael Schumacher, Sebastian Vettel |
| Team Autosport Great Britain | Jenson Button, Andy Priaulx          |
| Team All Star                | Jaime Alguersuari, Troy Bayliss      |
| Team France                  | Sébastien Loeb, Yvan Muller          |
| Team Scandinavia             | Mattias Ekström, Tom Kristensen      |
| Team USA                     | Carl Edwards, Tanner Foust           |
| Team F1 Racing Great Britain | David Coulthard, Jason Plato         |
| Team Ireland                 | Adam Carroll, Gareth MacHale         |

## Bilar
- Ford Focus WRC 08
- KTM X-Bow
- Abarth 500 Assetto Course
- ROC Car
- RX 150